# Rugby 7 na Miniigrzyskach Pacyfiku 2013
Turniej rugby 7 na Miniigrzyskach Pacyfiku 2013 odbył się w dniach 10–11 września na Stade de Mata-Utu w stołecznym mieście Wallis i Futuny, Mata Utu.

## Informacje ogólne
Organizatorzy spodziewali się dwunastu męskich reprezentacji, jednak na starcie zawodów stanęło ich siedem. Rywalizowały one na Stade de Mata-Utu w pierwszej fazie systemem kołowym, po czym czołowa czwórka zmierzyła się w półfinałach, pozostałe zespoły walczyły zaś o miejsce piąte.
W zawodach triumfowali Samoańczycy w finale pokonując Fidżyjczyków, zaś reprezentacja Tonga, która zajęła trzecią pozycję, uzyskała awans do turnieju New Zealand Sevens 2014 rozegranego w ramach IRB Sevens World Series sezonu 2013/2014.

## Faza grupowa
| 10 września 2013 | Samoa | 34:0 | Tuvalu | Stade de Mata-Utu, Mata Utu |
| 10 września 2013 |       | 34:0 |        | Stade de Mata-Utu, Mata Utu |

| 10 września 2013 | Fidżi | 34:0 | Wallis i Futuna | Stade de Mata-Utu, Mata Utu |
| 10 września 2013 |       | 34:0 |                 | Stade de Mata-Utu, Mata Utu |

| 10 września 2013 | Tonga | 14:7 | Nowa Kaledonia | Stade de Mata-Utu, Mata Utu |
| 10 września 2013 |       | 14:7 |                | Stade de Mata-Utu, Mata Utu |

| 10 września 2013 | Samoa | 40:0 | Papua-Nowa Gwinea | Stade de Mata-Utu, Mata Utu |
| 10 września 2013 |       | 40:0 |                   | Stade de Mata-Utu, Mata Utu |

| 10 września 2013 | Fidżi | 55:0 | Tuvalu | Stade de Mata-Utu, Mata Utu |
| 10 września 2013 |       | 55:0 |        | Stade de Mata-Utu, Mata Utu |

| 10 września 2013 | Tonga | 21:0 | Wallis i Futuna | Stade de Mata-Utu, Mata Utu |
| 10 września 2013 |       | 21:0 |                 | Stade de Mata-Utu, Mata Utu |

| 10 września 2013 | Papua-Nowa Gwinea | 26:14 | Nowa Kaledonia | Stade de Mata-Utu, Mata Utu |
| 10 września 2013 |                   | 26:14 |                | Stade de Mata-Utu, Mata Utu |

| 10 września 2013 | Fidżi | 24:0 | Tonga | Stade de Mata-Utu, Mata Utu |
| 10 września 2013 |       | 24:0 |       | Stade de Mata-Utu, Mata Utu |

| 10 września 2013 | Wallis i Futuna | 10:12 | Tuvalu | Stade de Mata-Utu, Mata Utu |
| 10 września 2013 |                 | 10:12 |        | Stade de Mata-Utu, Mata Utu |

| 10 września 2013 | Samoa | 66:0 | Nowa Kaledonia | Stade de Mata-Utu, Mata Utu |
| 10 września 2013 |       | 66:0 |                | Stade de Mata-Utu, Mata Utu |

| 10 września 2013 | Tonga | 57:0 | Tuvalu | Stade de Mata-Utu, Mata Utu |
| 10 września 2013 |       | 57:0 |        | Stade de Mata-Utu, Mata Utu |

| 10 września 2013 | Papua-Nowa Gwinea | 46:0 | Wallis i Futuna | Stade de Mata-Utu, Mata Utu |
| 10 września 2013 |                   | 46:0 |                 | Stade de Mata-Utu, Mata Utu |

| 11 września 2013 | Nowa Kaledonia | 24:21 | Tuvalu | Stade de Mata-Utu, Mata Utu |
| 11 września 2013 |                | 24:21 |        | Stade de Mata-Utu, Mata Utu |

| 11 września 2013 | Samoa | 27:10 | Tonga | Stade de Mata-Utu, Mata Utu |
| 11 września 2013 |       | 27:10 |       | Stade de Mata-Utu, Mata Utu |

| 11 września 2013 | Fidżi | 24:5 | Papua-Nowa Gwinea | Stade de Mata-Utu, Mata Utu |
| 11 września 2013 |       | 24:5 |                   | Stade de Mata-Utu, Mata Utu |

| 11 września 2013 | Nowa Kaledonia | 36:14 | Wallis i Futuna | Stade de Mata-Utu, Mata Utu |
| 11 września 2013 |                | 36:14 |                 | Stade de Mata-Utu, Mata Utu |

| 11 września 2013 | Samoa | 19:12 | Fidżi | Stade de Mata-Utu, Mata Utu |
| 11 września 2013 |       | 19:12 |       | Stade de Mata-Utu, Mata Utu |

| 11 września 2013 | Papua-Nowa Gwinea | 50:0 | Tuvalu | Stade de Mata-Utu, Mata Utu |
| 11 września 2013 |                   | 50:0 |        | Stade de Mata-Utu, Mata Utu |

| 11 września 2013 | Samoa | 50:0 | Wallis i Futuna | Stade de Mata-Utu, Mata Utu |
| 11 września 2013 |       | 50:0 |                 | Stade de Mata-Utu, Mata Utu |

| 11 września 2013 | Fidżi | 40:0 | Nowa Kaledonia | Stade de Mata-Utu, Mata Utu |
| 11 września 2013 |       | 40:0 |                | Stade de Mata-Utu, Mata Utu |

| 11 września 2013 | Tonga | 24:10 | Papua-Nowa Gwinea | Stade de Mata-Utu, Mata Utu |
| 11 września 2013 |       | 24:10 |                   | Stade de Mata-Utu, Mata Utu |

## Faza pucharowa

### Mecze o miejsce 5.
| 11 września 2013 | Wallis i Futuna | 17:14 | Tuvalu | Stade de Mata-Utu, Mata Utu |
| 11 września 2013 |                 | 17:14 |        | Stade de Mata-Utu, Mata Utu |

| 11 września 2013 | Nowa Kaledonia | 38:15 | Wallis i Futuna | Stade de Mata-Utu, Mata Utu |
| 11 września 2013 |                | 38:15 |                 | Stade de Mata-Utu, Mata Utu |

### Cup
|  |                   |                   |           |                   |    |       |       |       |
|  | Półfinały         | Półfinały         | Półfinały |                   |    | Finał | Finał | Finał |
|  | Półfinały         | Półfinały         | Półfinały |                   |    | Finał | Finał | Finał |
|  | 11 września 2013  |                   |           |                   |    |       |       |       |
|  |                   |                   |           |                   |    |       |       |       |
|  | Samoa             | Samoa             | 49        |                   |    |       |       |       |
|  | Samoa             | Samoa             | 49        | 11 września 2013  |    |       |       |       |
|  | Papua-Nowa Gwinea | Papua-Nowa Gwinea | 14        |                   |    |       |       |       |
|  | Papua-Nowa Gwinea | Papua-Nowa Gwinea | 14        |                   |    | Samoa | Samoa | 31    |
|  | 11 września 2013  |                   |           |                   |    | Samoa | Samoa | 31    |
|  |                   |                   | Fidżi     | Fidżi             | 12 |       |       |       |
|  | Fidżi             | Fidżi             | Fidżi     | Fidżi             | 12 | 24    |       |       |
|  | Fidżi             | Fidżi             |           |                   |    |       |       |       |
|  | Tonga             | Tonga             | 5         |                   |    |       |       |       |
|  | Tonga             | Tonga             | 5         | Mecz o 3. miejsce |    |       |       |       |
|  |                   |                   |           |                   |    |       |       |       |
|  | 11 września 2013  |                   |           |                   |    |       |       |       |
|  |                   |                   |           |                   |    |       |       |       |
|  | Tonga             | Tonga             | 19        |                   |    |       |       |       |
|  | Tonga             | Tonga             | 19        |                   |    |       |       |       |
|  | Papua-Nowa Gwinea | Papua-Nowa Gwinea | 12        |                   |    |       |       |       |
|  | Papua-Nowa Gwinea | Papua-Nowa Gwinea | 12        |                   |    |       |       |       |

| 11 września 2013 | Samoa | 49:14 | Papua-Nowa Gwinea | Stade de Mata-Utu, Mata Utu |
| 11 września 2013 |       | 49:14 |                   | Stade de Mata-Utu, Mata Utu |

| 11 września 2013 | Fidżi | 24:5 | Tonga | Stade de Mata-Utu, Mata Utu |
| 11 września 2013 |       | 24:5 |       | Stade de Mata-Utu, Mata Utu |

| 11 września 2013 | Samoa | 31:12 | Fidżi | Stade de Mata-Utu, Mata Utu |
| 11 września 2013 |       | 31:12 |       | Stade de Mata-Utu, Mata Utu |

| 11 września 2013 | Tonga | 19:12 | Papua-Nowa Gwinea | Stade de Mata-Utu, Mata Utu |
| 11 września 2013 |       | 19:12 |                   | Stade de Mata-Utu, Mata Utu |

## Klasyfikacja końcowa
| Miejsce | Reprezentacja     | Uwagi                            |
| ------- | ----------------- | -------------------------------- |
| 1       | Samoa             | -                                |
| 2       | Fidżi             | -                                |
| 3       | Tonga             | awans do New Zealand Sevens 2014 |
| 4       | Papua-Nowa Gwinea | -                                |
| 5       | Nowa Kaledonia    | -                                |
| 6       | Wallis i Futuna   | -                                |
| 7       | Tuvalu            | -                                |